# Leszek Wodzyński

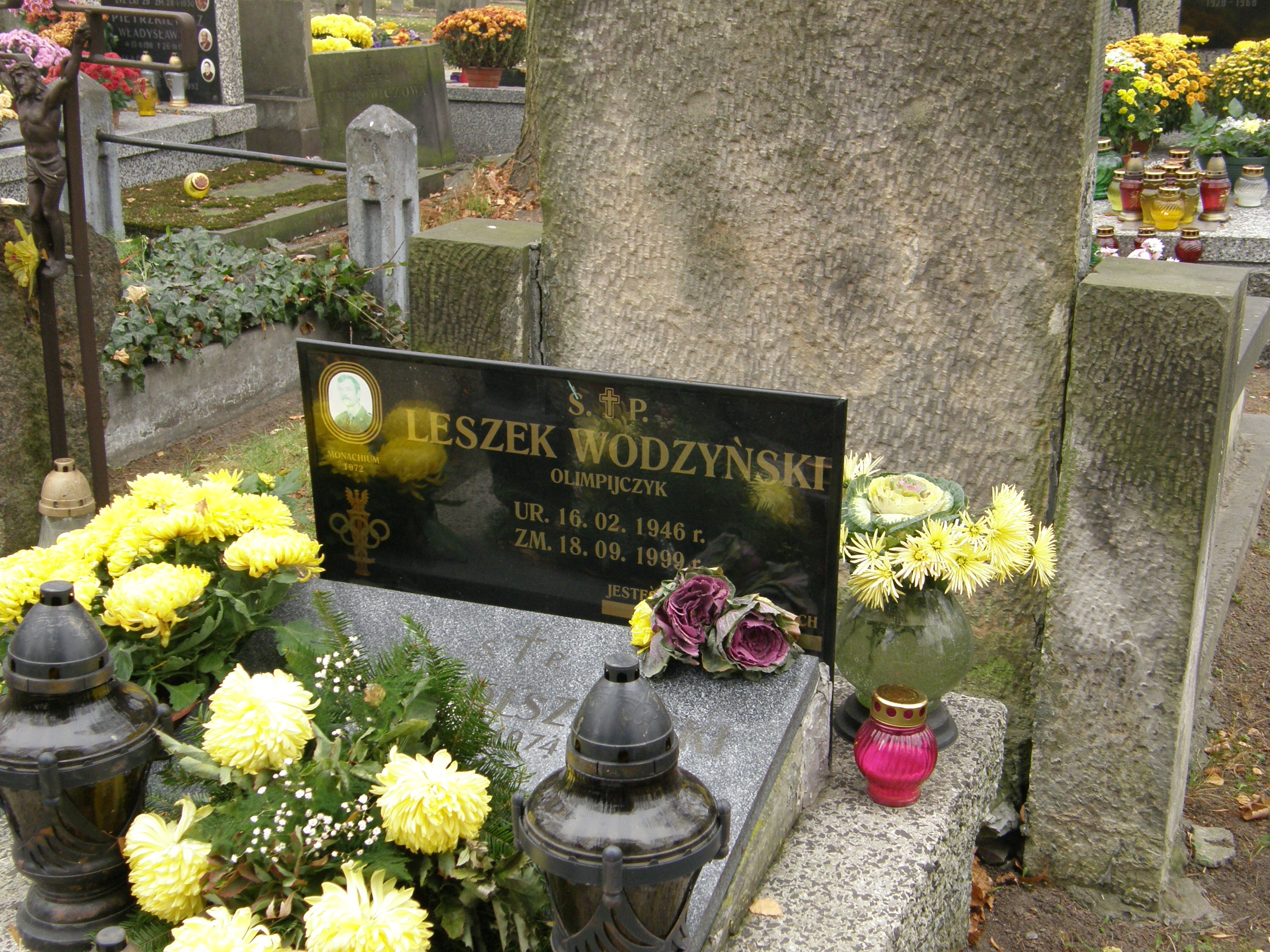
Grab von Leszek Wodzyński auf dem Powązki-Militärfriedhof in Warschau

Leszek Wodzyński (* 16. Februar 1946 in Warschau; † 18. September 1999 ebenda) war ein polnischer Hürdenläufer, der sich auf die 110-Meter-Distanz spezialisiert hatte.

## Sportliche Laufbahn
Bei den Olympischen Spielen 1972 in München wurde er Sechster.
Bei den Halleneuropameisterschaften wurde er über 60 Meter Hürden 1973 in Rotterdam Fünfter und 1974 in Göteborg Vierter.
Seine größte Erfolge waren der Gewinn der Bronzemedaille bei den Europameisterschaften 1974 in Rom, bei denen er hinter dem Belgier Guy Drut und seinem jüngeren Bruder Mirosław Wodzyński einlief, und der Sieg über 60 Meter Hürden bei den Halleneuropameisterschaften 1975 in Kattowitz.
Viermal wurde er polnischer Meister über 110 Meter Hürden (1972, 1973, 1975, 1976).

## Persönliche Bestzeiten
- 60 m Hürden (Halle): 7,69 s, 9. März 1975, Kattowitz
- 110 m Hürden: 13,64 s, 18. Juli 1974, Warschau